# Hege Reitan
Hege Reitan (ur. 15 września 1970) – norweska zapaśniczka walcząca w stylu wolnym. Brązowa medalistka mistrzostw świata w 1987. Wicemistrzyni świata juniorów w 1988 roku.
Mistrzyni Norwegii w 1987 i 1988 roku.